# Yusuf Wahba

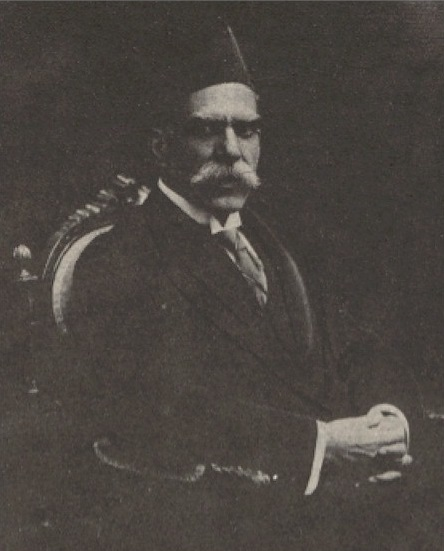
Yusuf Wahba

Yusuf Wahba, auch Youssef Wahba Pascha (arabisch يوسف وهبه‎; * 1852 in Kairo; † 1934), war ein ägyptischer Politiker und Jurist.

## Leben
Er wurde in eine prominente koptische Familie geboren. Sein Vater Wahba Bey war Gründer der ersten koptischen Gemeinnützigen Gesellschaft, die auch muslimische Gelehrte wie Abdallah Nadim und Scheich Muhammed Abduh umfasste.
Yusuf Wahba übersetzte den Code Napoleon ins Arabische, als er zwischen 1875 und 1882 im Justizministerium arbeitete, und wirkte am modernen Justizsystem Ägyptens mit. Er wurde 1894 einer der ersten ägyptischen Richter an den Gemischten Berufungsgerichtshöfen.
Im Jahre 1912 wurde Yusuf Wahba Minister für Auswärtige Angelegenheiten und 1914 Finanzminister – ein Amt, das er bis Mai 1920 innehatte. Als Finanzminister führte er die ersten Banknoten in Ägypten ein, unterstützt durch das Ägyptische Sultanat, wobei die Noten seine Unterschrift als Finanzminister trugen. Am 19. November 1919 wurde er Ministerpräsident Ägyptens. Viele Mitglieder der koptischen Gemeinde, der er angehörte, missbilligten seine Ernennung. Während seiner Amtszeit als Ministerpräsident leitete Yusuf Wahba mehrere Wirtschaftsreformen ein, darunter die Abschaffung der Preiskontrollen auf landwirtschaftliche Produkte sowie die Gründung der ersten Nationalbank, der Banque Misr, durch Talʿat Harb Pascha.
Er trat dem ersten unabhängigen Senat bei, in den er 1924 für den Bezirk Alexandria gewählt wurde. Während seiner Mitgliedschaft im Ägyptischen Senat unterstützte er verschiedene Gesetze, welche die Unabhängigkeit des ägyptischen Justizsystems stärkten. Er widersetzte sich der Einführung jeglicher Privilegien für Minderheiten basierend auf Ethnizität und Religion (einschließlich der Kopten), die 1917 von der Brunyate-Kommission für Justizreformen vorgeschlagen wurden. Er schied 1930 aus dem Senat aus.
Yusuf Wahba veröffentlichte zwei Schriften über das Handelsrecht in Ägypten, die erste zusammen mit Shafik Mansour Bey – „Scharh al-Qanun al-Madani“ (An Analysis of the Egyptian Civil Code) und die zweite mit Abdel Aziz Kahil Bey, einem Richterkollegen aus dem Gemischten Gerichtshof: „Scharh al-Qanun at-Tidschari al-Masri“ (An Analysis of The Egyptican Commercial Code). Youssef Wahba verfasste auch die Statuten des Majllis Milli, des ersten koptischen Rates, der die Angelegenheiten der koptischen Gemeinde Ägyptens außerhalb der koptisch-orthodoxen Kirche regelte.
Er starb 1934 und war mit Doudou verheiratet, Tochter von Mikhail Bey El Nakkadi. Er hatte acht Kinder. Zwei seiner Söhne, Mourad Wahba Pascha (1879–1972) und Sadek Wahba Pascha (1885–1971), schlugen ebenfalls eine erfolgreiche Karriere im ägyptischen Justizsystem und im diplomatischen Dienst ein.